# Saqqisikuik
Saqqisikuik (duń. Skjoldungen) – niezamieszkana wyspa u południowych wybrzeży Grenlandii. Powierzchnia wyspy wynosi 450,3 km² a długość jej linii brzegowej to 158,8 km. Wyspa ma charakter górzysty. Najwyższy szczyt wznosi się 1605 m n.p.m.
|  |